# Lezione di anatomia del dottor Deijman
La Lezione di anatomia del dottor Deijman è un dipinto a olio su tela (100x134 cm) realizzato nel 1656 dal pittore Rembrandt Harmenszoon Van Rijn, conservato al Rijksmuseum di Amsterdam.
L'opera è firmata e datata "REMBRANDT F. 1656".
Rembrandt dipinge un ritratto di un gruppo dei più illustri membri della gilda dei chirurghi di Amsterdam su incarico dei medesimi. 
Venne originariamente destinato all'ala di anatomia ove era già presente un altro suo dipinto di medesimo soggetto realizzato nel 1632, Lezione di anatomia del dottor Tulp; nel 1660 la sala venne smantellata ed il dipinto trasferito in una nuova sede, ove nel 1723 un incendio distrusse buona parte della tela (prima dell'incendio il dipinto misurava 275x200 centimetri), di cui si conserva solo un frammento centrale: raffigura Gysbreacht Calcoen, maestro della gilda, che partecipa alla dissezione del cervello, mentre il dottor Deijman compare (senza la testa raffigurata) operando dietro il capo del cadavere. Anche di quest'ultimo, come nella tela del 1632, è nota l'identità: si tratta di Johann Fonteyn, originario di Diest, ed era un delinquente impiccato nel gennaio del 1656, dissezionato pochi giorni dopo. 
Sir Joshua Reynolds, il quale vide la tela prima che fosse distrutta dall'incendio del 1723, ne ammirò i colori a suo dire tizianeschi, mentre la posizione del cadavere richiama quella del Cristo morto di Mantegna, di cui Rembrandt possedeva una serigrafia inventariata al numero 200.